# Halabja
Halabja és una ciutat de l'Iraq, capital de la Governació d'Halabja, a l'entitat federal autònoma del Kurdistan iraquià. Està situada a l'anomenada plana d'Halabja o de Shahrizor, a 240 quilòmetres al nord-est de Bagdad i a 14 quilòmetres de la frontera iraniana.
La ciutat es troba a la base del que es coneix com la regió d'Hawraman, que s'estén a través de la frontera entre Iran i Iraq. Halabja està envoltada per Hawraman i Shnrwe al nord-est, Balambo al sud, i el riu Sirwan a l'oest. Els kurds a la ciutat d'Halabja generalment parlen només el dialecte sorani del kurd, però alguns residents dels pobles circumdants parlen el hewrami.